# 1997-1999
 (novembre 2014).
Si vous disposez d'ouvrages ou d'articles de référence ou si vous connaissez des sites web de qualité traitant du thème abordé ici, merci de compléter l'article en donnant les références utiles à sa vérifiabilité et en les liant à la section « Notes et références ».
Albums de Ensiferum
Iron
(2004) Dragonheads
(2006)
1997-1999 est une compilation du groupe de viking/folk metal finlandais Ensiferum. Le groupe vend cette compilation depuis 2005 pendant ses concerts, ainsi que par son site officiel.
La compilation regroupe les titres des trois premières démos d'Ensiferum. Les trois premiers titres proviennent de leur Demo I (1997), les titres 4 à 7 de leur Demo II (1999), et les titres 8 à 12 proviennent de Hero In a Dream (1999).

## Musiciens

### Titres 1 à 3
- Jari Mäenpää - Chant, Guitare
- Markus Toivonen - Guitare
- Sauli Savolainen - Basse
- Kimmo Miettinen - Batterie

### Titres 4 à 12
- Jari Mäenpää - Chant, Guitare
- Markus Toivonen - Guitare
- Jukka-Pekka Miettinen - Basse
- Oliver Fokin - Batterie

## Liste des morceaux
1. Frost
2. Old Man (Väinämöinen)
3. Knighthood
4. Dreamer's Prelude
5. Little Dreamer (Väinämöinen Part II)
6. Warrior's Quest
7. White Storm
8. Intro
9. Hero in a Dream
10. Eternal Wait
11. Battle Song
12. Guardians of Fate